# ジョージ・リトルトン (第2代リトルトン男爵)

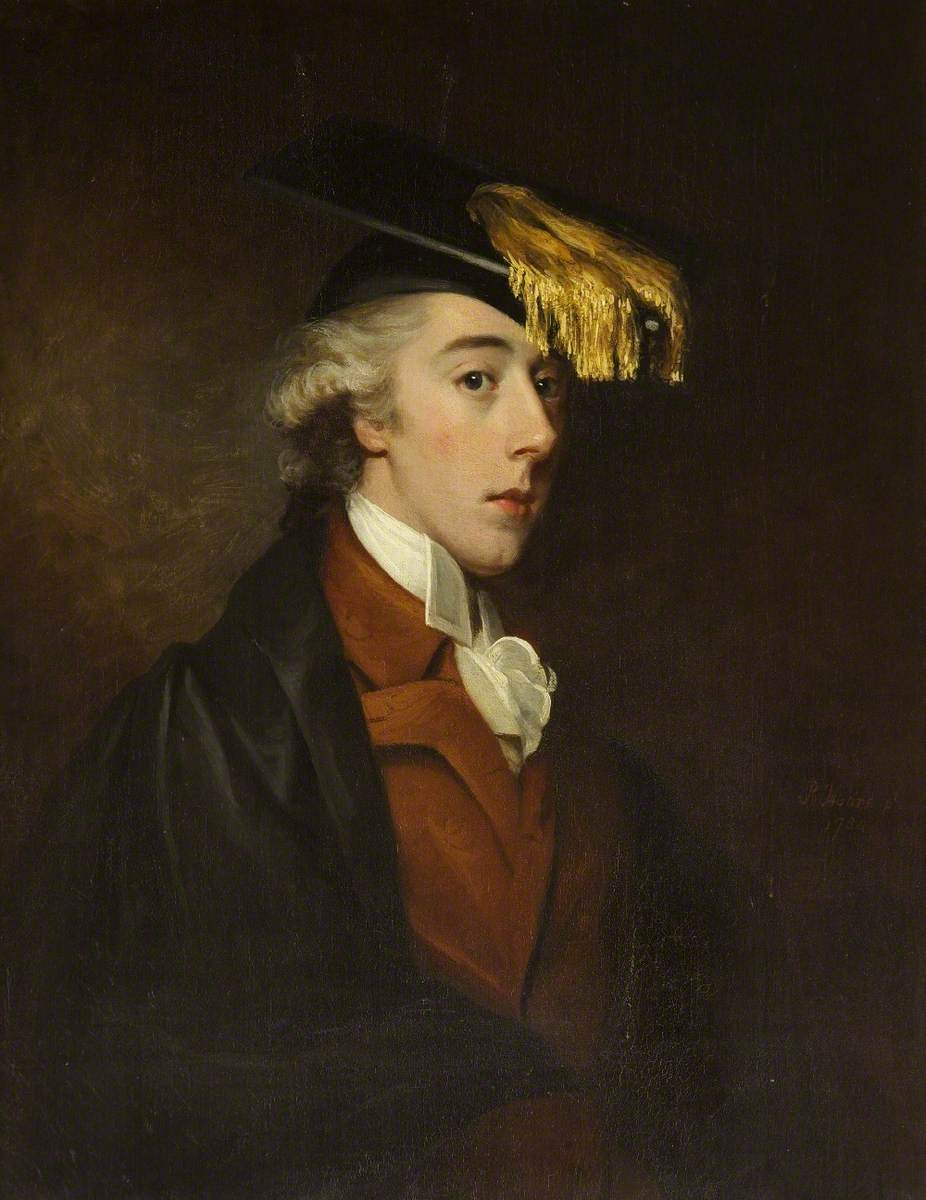
プリンス・ホーアによる肖像画、1784年。

第2代リトルトン男爵ジョージ・フルク・リトルトン（英語: George Fulke Lyttelton, 2nd Baron Lyttelton、1763年10月27日 – 1828年11月12日）は、イギリスの貴族、政治家。1790年から1796年までグレートブリテン庶民院議員を、1797年から1800年までアイルランド庶民院議員を務めた。

## 生涯
ジャマイカ総督のウィリアム・ヘンリー・リトルトン（後の初代リトルトン男爵および初代ウェストコート男爵）と1人目の妻メアリー（Mary、旧姓マカートニー（Macartney）、1765年5月28日没、ジェームズ・マカートニーの娘）の長男として、1763年10月27日にジャマイカのスパニッシュ・タウンで生まれた。1781年4月24日、オックスフォード大学ベリオール・カレッジに入学した。
1790年イギリス総選挙でリトルトン家の懐中選挙区であるビュードリー選挙区から出馬して当選したが、1796年イギリス総選挙では一家の友人であるマイルズ・ピーター・アンドルーズに議席を譲った。議会で活動した記録はなかったが、スコットランドにおける審査法廃止には反対の立場だったとされる。
1797年から1800年までグラナード選挙区の代表としてアイルランド庶民院議員を務め、1800年1月にマンスター復帰不動産管理官（Escheator of Munster）に任命される形で議員を辞任した。
1808年9月14日に父が死去すると、ウェストコート男爵位とリトルトン男爵位を継承した。同年から1828年に死去するまでビュードリー家令（High Steward of Bewdley）を務めた。
1804年までに精神疾患により狂気に陥り、1811年に回復の兆しがあると報じられたが、1825年以降は二度と回復しなかった。
1828年11月12日に生涯未婚のままウスターシャーのハッグリーで死去、弟ウィリアム・ヘンリーが爵位を継承した。